# Freya Mavor
Freya Mavor (ur. 1993) – szkocka aktorka, która po raz pierwszy pojawiła się w telewizji w styczniu 2011 roku w roli Mini McGuinness w serialu młodzieżowym Kumple.

## Życie osobiste
Mavor studiowała w Mary Erskine School w Edynburgu.

## Kariera

### Modeling
Mavor została wpisana jako twarz Pringle of Scotland na wiosnę/lato 2011. Także zdobyła nagrodę ikony mody w Year Award at the 2011 Scottish Fashion Awards.

## Filmografia
| Rok         | Tytuł                                      | Rola            | Uwagi                            |
| ----------- | ------------------------------------------ | --------------- | -------------------------------- |
| 2011 - 2012 | Kumple                                     | Mini McGuinness | W głównej obsadzie 5 i 6 sezonu. |
| 2013        | Not Another Happy Ending                   | Nicola Ball     |                                  |
| 2013        | Sunshine on Leith                          | Liz Henshaw     |                                  |
| 2013        | Biała królowa                              | Elżbieta York   | 3 odcinki                        |
| 2014        | New Worlds                                 | Beth Fanshawe   |                                  |
| 2015        | The Lady in the Car with Glasses and a Gun | Dany            |                                  |
| 2016        | Cézanne and I                              | Jeanne          |                                  |
| 2017        | The Sense of an Ending                     | Young Veronica  |                                  |
| 2017        | Modern Life Is Rubbish                     | Natalie         |                                  |
| 2018        | Władca Paryża (L'Empereur de Paris)        | Annette         |                                  |